# Pumpkin Center
Pumpkin Center is een plaats (census-designated place) in de Amerikaanse staat North Carolina, en valt bestuurlijk gezien onder Onslow County.

## Demografie
Bij de volkstelling in 2000 werd het aantal inwoners vastgesteld op 2228.

## Geografie
Volgens het United States Census Bureau beslaat de plaats een oppervlakte van
3,5 km², geheel bestaande uit land.

## Plaatsen in de nabije omgeving
De onderstaande figuur toont nabijgelegen plaatsen in een straal van 24 km rond Pumpkin Center.